# Adami & C.

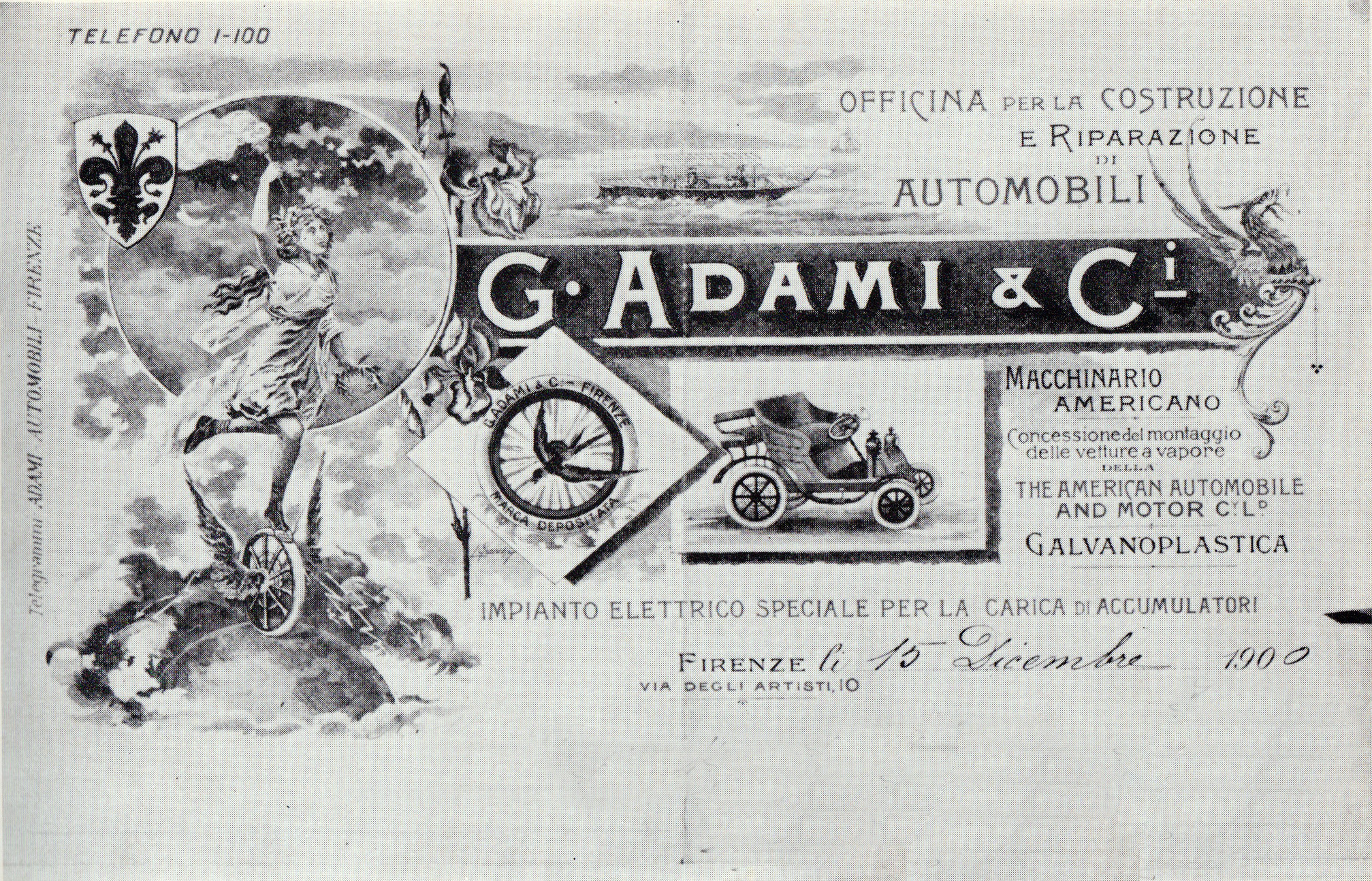
Einladung des Unternehmens

Adami & C. war ein italienischer Hersteller von Automobilen.

## Unternehmensgeschichte
Der Ingenieur und Rennfahrer Guido Adami, der zuvor bei Prinetti & Stucchi tätig war sowie bei zahlreichen Autorennen startete und 1901 Gewinner des Italiencups war, gründete 1900 oder 1901 in Florenz das Unternehmen zur Entwicklung und Produktion von Motoren und Automobilen. 1906 endete die Produktion.

## Fahrzeuge
Das einzige produzierte Modell war der Adami Rondine. Das Fahrzeug wurde auf dem Turiner Autosalon 1902 vorgestellt und gewann eine Goldmedaille. Für den Antrieb sorgte ein selbst konstruierter Motor mit 10 PS oder 16 PS Leistung.